# Núcleo Rural de Ervidel
O Núcleo Rural de Ervidel, igualmente conhecido como Museu Rural de Ervidel, é um núcleo museológico na localidade de Ervidel, no Município de Aljustrel, na região do Alentejo, em Portugal.

## Descrição e história
O museu situa-se na vila de Ervidel, sendo centrado principalmente na agricultura, que é a principal função económica na freguesia. Tem como principal finalidade demonstrar os modos tradicionais de vida rural, que se perderam com as profundas transformações operadas no interior do país. É composto por três núcleos, um dedicado à apicultura, indústria que chegou a ter uma grande importância na freguesia, enquanto que o segundo demonstra o ciclo do trigo, onde são explicadas as ferramentas e processos que são utilizados durante a transformação do cereal, até à produção do pão. No terceiro foi feita a reconstituição parcial de uma casa rural típica da região, tendo sido recriados os espaços típicos de uma cozinha e de um quarto de dormir. O acervo do museu é composto principalmente por peças que foram recolhidas por José Ramires Saraiva, contando também com várias doações e recolhas feitas no concelho. É administrado pelo Museu Municipal de Aljustrel.
É considerado como um dos principais espaços na freguesia de Ervidel, devido ao seu papel na preservação da história local.
A fundação do museu está ligada à figura de José Ramires Saraiva, um lavrador nascido em Ervidel, que reuniu uma importante colecção etnográfica. Em 1989 os herdeiros colocaram o seu acervo à venda, tendo sido adquiridas pela autarquia, no sentido de evitar que estas se dispersassem e saíssem do concelho, e garantir a sua preservação e exposição num local adequado, em conjunto com outras peças recolhidas pelo município. Assim, o museu foi instalado num antigo lagar de azeite, que funcionou posteriormente como oficina e depósito de materiais da Junta de Freguesia até 1999, tendo o complexo sido ligeiramente modificado durante as obras de instalação do museu. O museu foi inaugurado em 15 de Abril de 2000. Devido à falta de espaço, não foi possível criar outros dois espaços expositivos no museu, um dedicado à produção de azeite e outro dedicado ao vinho, embora em meados da década de 2010 estava prevista a instalação destes dois núcleos em Ervidel, o primeiro noutro antigo lagar de azeite, e o segundo numa adega tradicional.
Porém, por volta de 2013 o espaço museológico foi encerrado. Em 18 de Maio de 2017, um grupo de cidadãos entregou um baixo assinado à Câmara Municipal de Aljustrel, exigindo a reabertura do Núcleo Rural de Ervidel. Este baixo assinado, entregue simbolicamente no Dia Internacional dos Museus, refere que o espaço tinha sido alvo de um vultuoso investimento por parte da autarquia, e que o acervo tinha sido preenchido através de recolhas e de doações por parte da população. O documento classificou como «escandaloso» o estado do pólo museológico, que apesar da sua importância cultural e turística se encontrava ao abandono, e a falta de interesse por parte das autoridades, e recordou que aquele equipamento é considerado pelos habitantes de Ervidel como um motivo de orgulho e de valorização da vila. Em Julho de 2019, a divisão de Aljustrel do partido Coligação Democrática Unitária emitiu uma nota de imprensa onde denunciou a situação do Museu Municipal e do pólo de Ervidel, que segundo Manuel Nobre, estava «fechado há mais de seis anos e a deteriorar-se». Em resposta, a autarquia refutou as acusações sobre a falta de investimento nos espaços museológicos do concelho, e comentou que o Núcleo Rural de Ervidel estava em funcionamento, através do Posto de Turismo da vila.
Em Novembro de 2022, o Boletim Municipal de Aljustrel noticiou que a autarquia iria iniciar obras de reabilitação, num investimento de cerca de 112 mil Euros, tendo esta intervenção sido alvo de uma candidatura a fundos europeus, ao abrigo do Programa de Desenvolvimento Rural 2020. As obras iriam principalmente incidir sobre a cobertura, com a introdução de isolamento térmico, de forma a melhorar as condições de visita e de conservação do espólio. Em Novembro de 2023, o Boletim Municipal de Aljustrel noticiou que as obras já estavam a decorrer.